# Edificio La Adriática
L'Edificio La Adriática è un edificio storico che si trova a Madrid al numero 39 della Gran Via.

## Storia
L'edificio venne eretto tre il 1926 e il 1928 secondo il progetto dell'architetto Luis Sainz de los Terreros per la compagnia di assicurazioni La Adriática.

## Descrizione
Il palazzo presenta uno stile eclettico. È coronato da una torretta angolare sormontata da una cupola.